# Massue du roi Scorpion
La tête de massue votive du roi Scorpion, découverte par les archéologues anglais James Edward Quibell et Frederick William Green en 1898 dans le Grand Dépôt du temple d'Horus à Hiéraconpolis (Nekhen, « la Ville du Faucon »), l'actuel Kom el-Ahmar, est considérée comme la plus ancienne jamais trouvée. Elle est ainsi nommée parce qu'un scorpion surmonté d'une fleur à sept pétales est représenté devant le visage du roi. En fragments, un tiers a pu être reconstitué. Cette tête de massue piriforme en calcaire mesure 32,5 cm de haut. Elle est exposée à l'Ashmolean Museum, à Oxford.

## Description
Les fragments encore visibles de cette massue cérémonielle dont la datation remonte aux environs des années 3100 avant l'ère commune, présentent un décor artistiquement sculpté en bas-relief sur champlevé, représentant essentiellement quatre scènes de la vie royale égyptienne, réparties sur trois registres.

### Premier registre
Le premier registre offre un défilé des symboles des étendards (de l'armée du Sud ? ; des symboles des principaux dieux ?) qui brandissent sur chaque hampe un oiseau mort, un vanneau huppé, pendu par le cou. Les vanneaux — oiseaux des marais — servaient à l'origine à désigner les gens du Delta ou Basse-Égypte, au Nord.
Sur un fragment non connexe, sont représentées d'autres enseignes auxquelles sont suspendus sur la gauche des arcs à double courbure (incomplets mais reconnaissables).
Pour les anciens Égyptiens, les « Neuf arcs » symbolisent la totalité des puissances étrangères à l'Égypte. L'ensemble du registre supérieur représenterait donc de façon allégorique, la victoire des provinces du Sud sur les populations du Delta et d'un certain nombre de pays étrangers.

### Deuxième registre

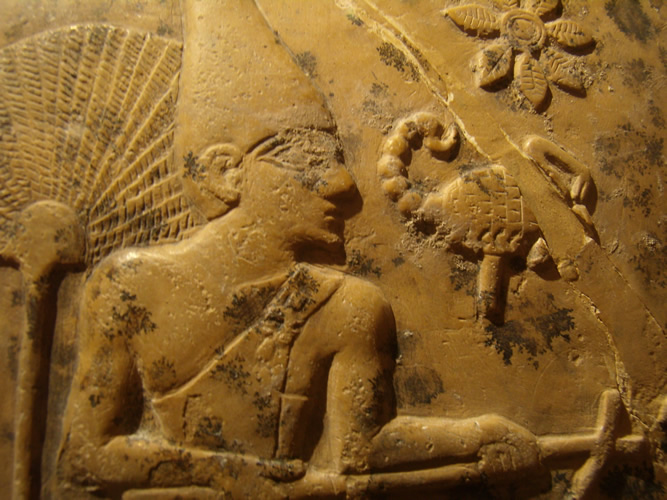
Le roi Scorpion (détail)

Au centre, le roi, identifié par son emblème constitué de deux figures sculptées se détachant nettement : l'une est une étoile à sept branches, l'autre est un scorpion. C'est parce qu'on ne savait pas interpréter ces signes qu'on a nommé ce personnage énigmatique le roi Scorpion. De stature imposante et coiffé de la couronne blanche (hedjet) de la Haute-Égypte, il est vêtu d'un pagne à corselet avec, attachée à la ceinture, une queue de taureau, symbole de sa puissance et de sa royauté divine. Debout, la jambe gauche en avant, il effectue, avec une houe, un rituel lié à l’ouverture d’un canal d'irrigation.
D'autres personnages l'entourent. Ils sont de tailles plus modestes, ce qui, traditionnellement, est la manière égyptienne de représenter la supériorité du roi sur ses sujets.
Devant lui, un serviteur tient le panier qui recevra la terre enlevée par le roi. Il est suivi par un second personnage portant dans ses mains un vase pouvant contenir de la boisson ou des aliments. Derrière le souverain, de petits personnages portent des éventails chasse-mouches.
Enfin, en haut à droite du roi, on aperçoit deux porte-étendards : le placenta royal et un canidé qui semble être Oupouaout.
Derrière le roi et orienté vers la gauche, trois sous-registres superposés : le sous-registre inférieur est perdu mais, les deux autres sont délimités par des fourrés de papyrus stylisés et présentent (pour ce qu'il en reste) deux personnages accroupis dans des chaises à porteurs posées à terre, un autre, debout, tenant un bâton (la ligne de terre de ce registre est limitée aux fourrés de papyrus) et quatre danseuses (appartenant peut-être au harem du monarque).

### Troisième registre
De la bande de lignes ondulées, interprétable comme une voie d'eau, se détache une voie secondaire qui bifurque et serpente ; dans la bande ainsi représentée : deux hommes, de part et d'autre de la partie verticale de la voie d'eau, y plongent les mains, tandis qu'un troisième, tenant une houe, travaille dans la partie horizontale.
Ces hommes, à barbe courte, portant un simple cache-sexe (il ne semble pas qu'il s'agisse de l'étui pénien), assez semblable aux vaincus des autres documents prédynastiques, sont d'un type différent de celui des personnages accompagnant le roi, imberbes et aux vêtements plus élaborés.
Dans l'espace entre les deux voies d'eau, figurent : un palmier surmontant un rectangle quadrillé (incliné pour loger dans l'espace subsistant) et un fragment de ce qui pourrait être un bateau.

## Interprétation
Le premier débat concerne la réalité de ce roi Scorpion : certains égyptologues voient en lui un autre nom du roi Narmer tandis que d'autres voient en lui un roi concurrent de Narmer.
Le second est l'évènement célébré au travers de massue : il semble que la scène principale représentée, le roi maniant une houe, est celle d'un rituel lié à l’ouverture d’un canal d'irrigation, à moins qu'il ne le creuse, sachant que de telles activités étaient extrêmement importantes dans un tel pays agricole. C'est la plus ancienne attestation de ce rite qui perdurera dans l'iconographie égyptienne jusqu'à la domination grecque.

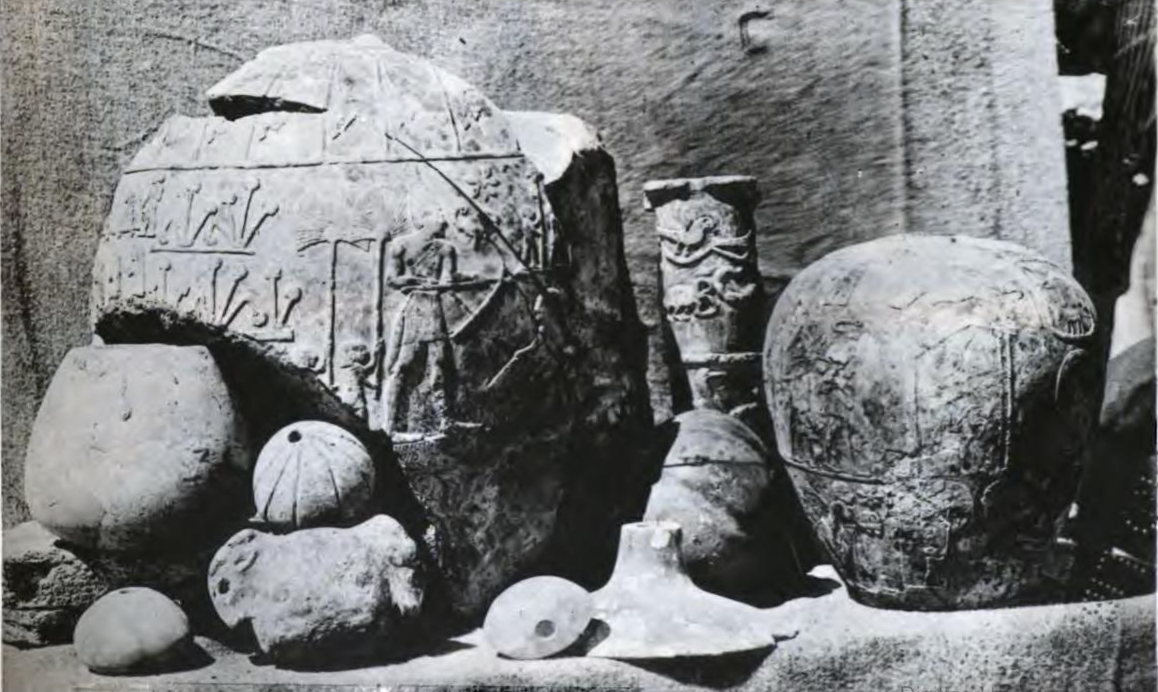
Groupe de massues découvertes à Nekhen, celle du roi Scorpion se trouve à gauche[9].
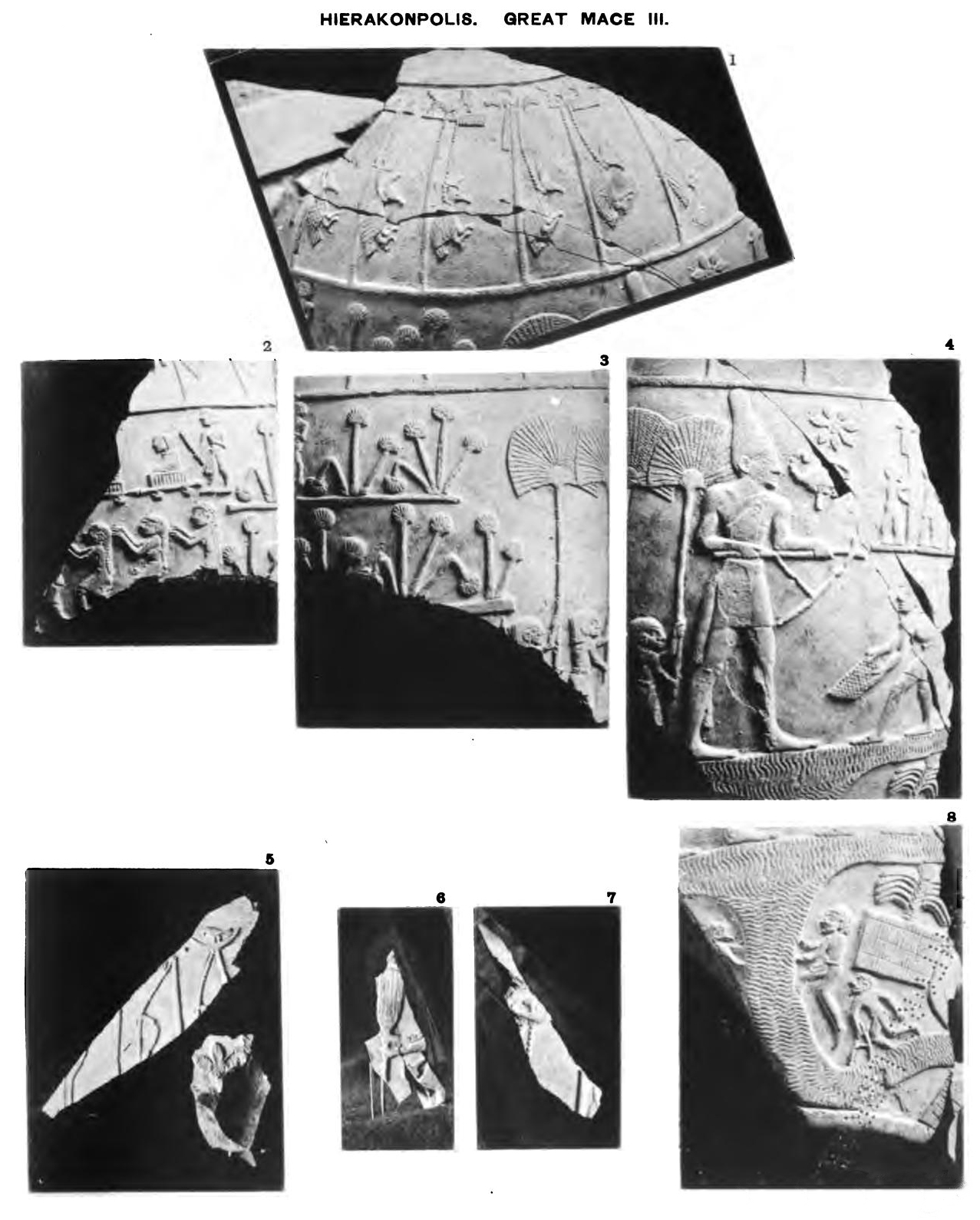
Détail des différents fragments de la massue lors de sa découverte[10].
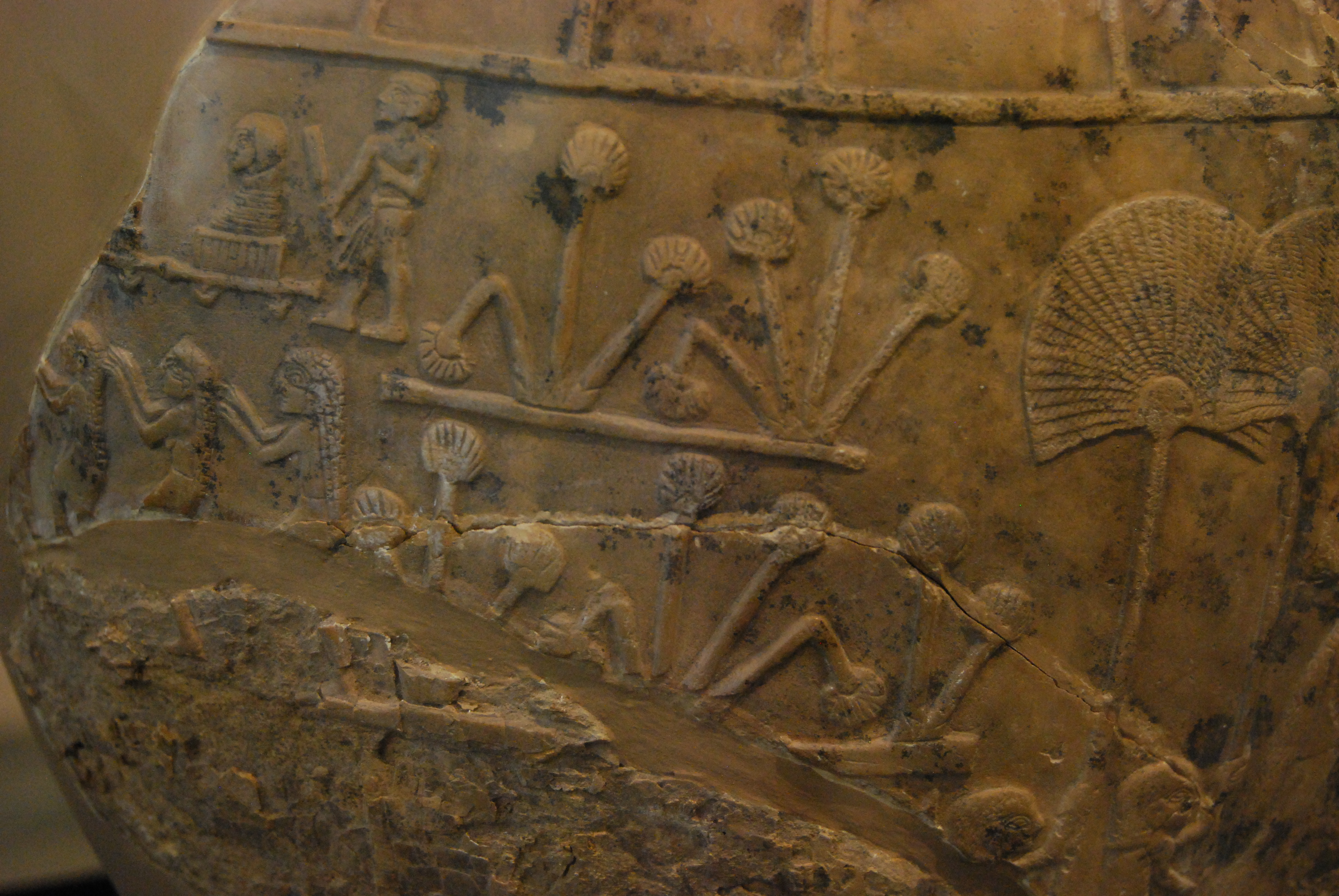
Détail du deuxième registre centré sur les fourrés de papyrus.
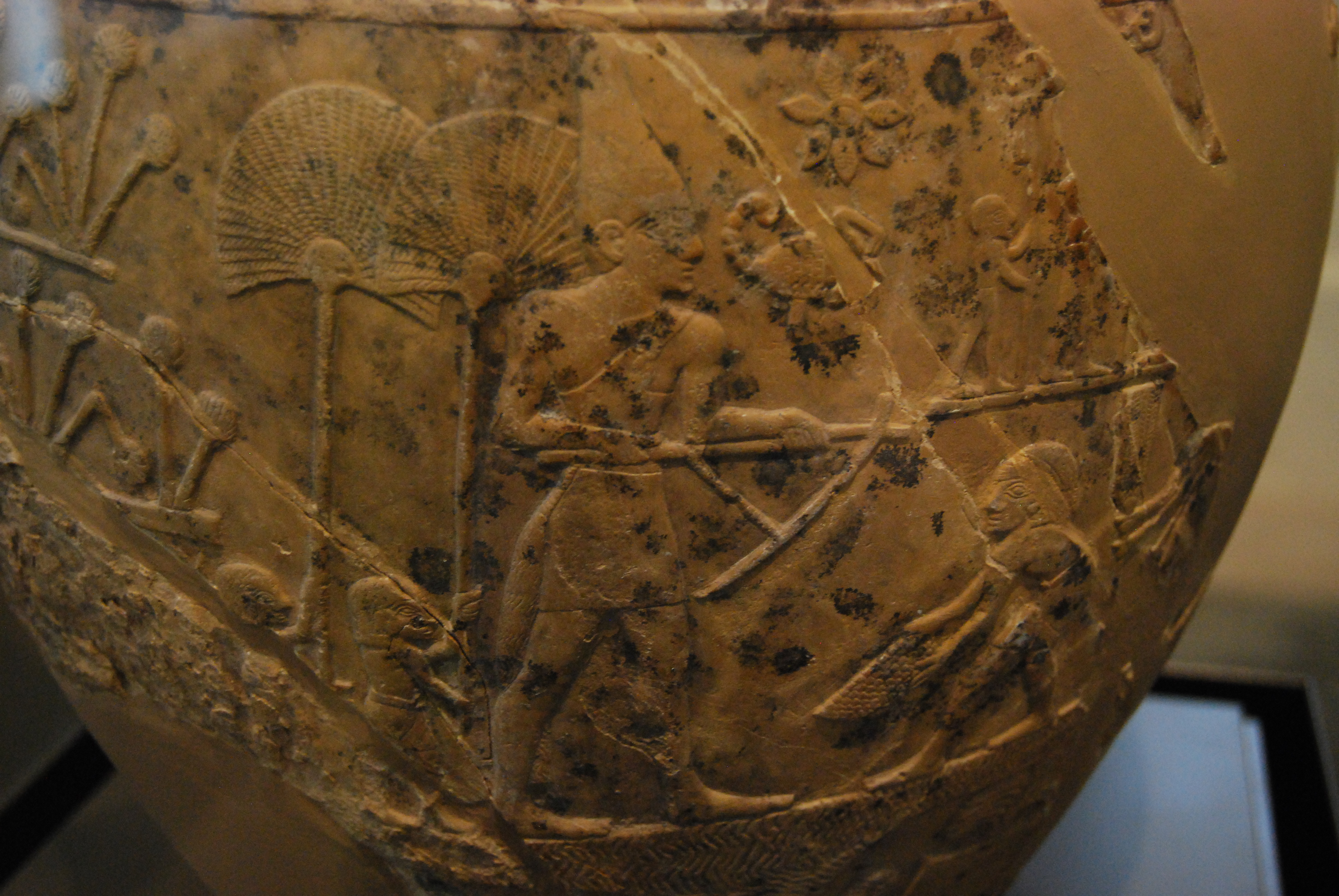
Détail du deuxième registre centré sur le roi.

## Sources et bibliographie
- (en) James Edward Quibell, Hierakonpolis, Part I, Londres, Bernard Quaritch, 1900 ;
- (en) Toby Wilkinson, Early Dynastic Egypt, Londres, Routledge, 1999, 413 p. (ISBN 978-0-415-26011-4) ;
- (en) Lise Manniche, L'art égyptien, Paris, Flammarion, 1994 (ISBN 2080136038) ;
- Bernadette Menu, « Enseignes et porte-étendarts », Institut français d'archéologie orientale, Le Caire, vol. 96,‎ 1996 ;
- Patrick Gautier et Béatrix Midant-Reynes, « La tête de massue du roi Scorpion », Archéo-Nil, no 5,‎ mai 1995, p. 87-127 (lire en ligne) ;
- (en) I. E. S. Edwards, The Cambridge Ancient History, Cambridge, Cambridge University Press, 1925, 1080 p. (ISBN 978-0-521-07791-0, lire en ligne) ;
- (en) N. B. Millet, « The Narmer macehead and related objects », Journal of the American Research Center in Egypt, vol. 28,‎ 1991 ;
- (en) David Wengrow, The archaeology of early Egypt : Social transformations in North-East Africa, 10 000 to 2650 BC, Cambridge, Cambridge University Press, 2006 ;
- (en) F. J. Yurco, « Narmer : First king of Upper and Lower Egypt. A Reconsideration of his palette and macehead », Journal of the Society for the Study of Egyptian Antiquities, vol. 25,‎ 1995.